# Rycina stuguldenowa

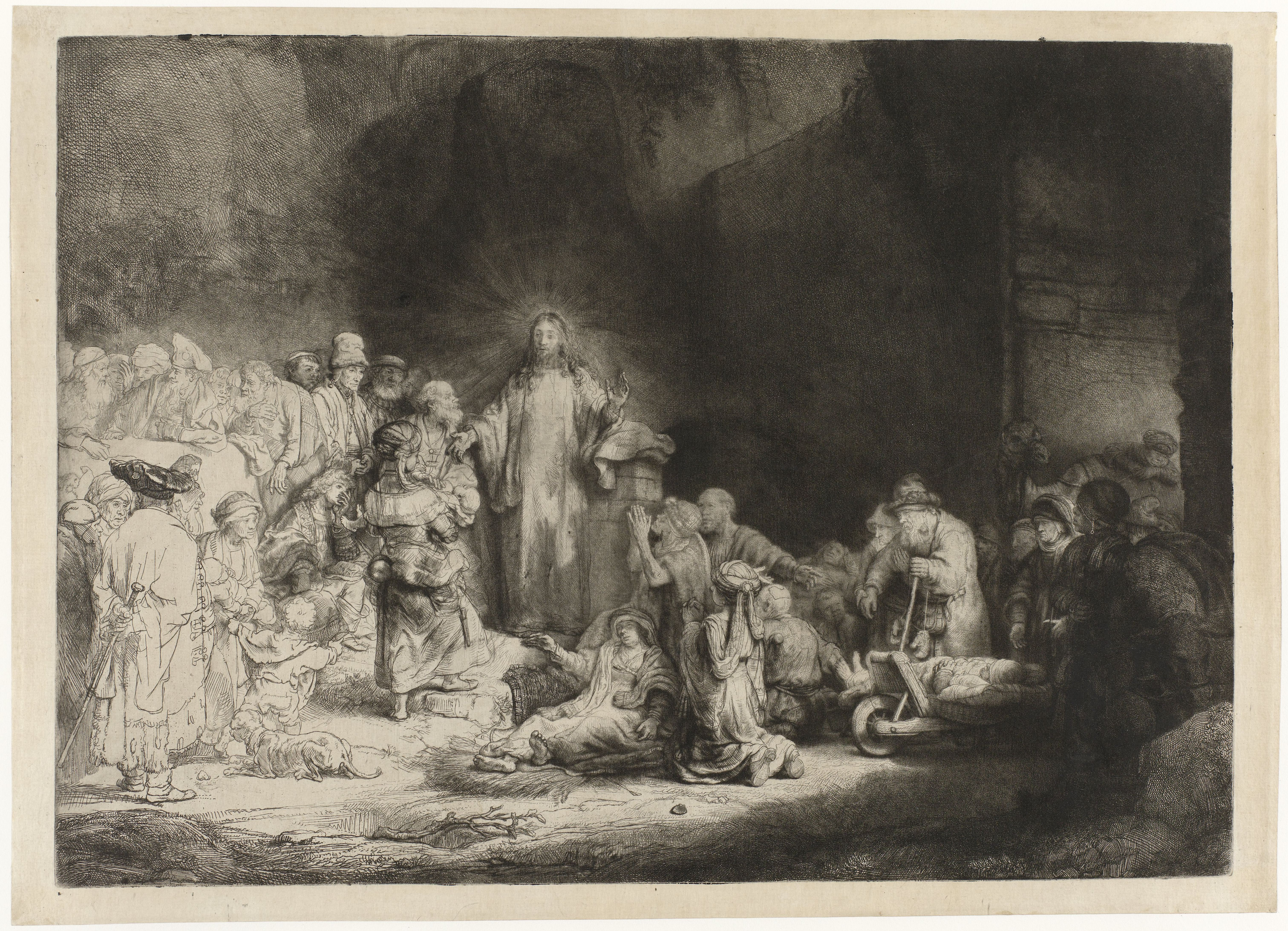
Rembrandt, Jezus uzdrawiający chorych (Rycina stuguldenowa), 1643-1649, odbitka ze zbiorów Rijksmuseum

Rycina stuguldenowa – tradycyjny tytuł grafiki Rembrandta przedstawiającej Jezusa uzdrawiającego chorych.
Jest to akwaforta o wymiarach 27,9 x 39,5 cm, wykończona rylcem i suchą igłą. Przedstawia motywy biblijne zaczerpnięte z Ewangelii Mateusza. Powstała w okresie 1643-1649 w Amsterdamie. Inne tytuły dzieła to Jezus uzdrawiający chorych oraz Jezus błogosławiący dzieci i uzdrawiający chorych. Stanowi studium światła i cienia.
Według tradycji nazwa Rycina stuguldenowa wzięła się stąd, że Rembrandt miał ją odkupić na licytacji za 100 guldenów albo wycenić ją na 100 guldenów wymieniając ją na rycinę Marcantonia Zaraza. 
Egzemplarze grafiki znajdują się w różnych zbiorach, m.in. w Rijksmuseum w Amsterdamie, Metropolitan Museum of Art w Nowym Jorku i British Museum w Londynie. Odbitkę przechowywało także Stadtmuseum (Muzeum Miejskie) w Gdańsku (stanowi ona stratę wojenną).